# Trematomus bernacchii
Trematomus bernacchii és una espècie de peix pertanyent a la família dels nototènids present a l'oceà Antàrtic: l'est de l'Antàrtida des de la Terra de la Reina Maud fins a la Terra Adèlia, les illes Shetland del Sud (incloent-hi l'illa Elefant) i Òrcades del Sud, l'illa Pere I, la Terra de Mac Robertson, la Terra de la Reina Mary i els mars de Weddell, Davis i Ross.

## Morfologia
El mascle pot arribar a fer 28 cm de llargària màxima (normalment, en fa 25) i la femella 35. Cos marronós amb grans taques fosques. 4-6 espines i 34-39 radis tous a l'aleta dorsal i 31-35 radis tous a l'anal.

## Ecologia
És un peix d'aigua marina, demersal i de clima polar (61°S-78°S), el qual viu entre 0-700 m de fondària (normalment, entre 0-200) i a temperatures extremadament baixes (com ara, els -1,86 °C de temperatura mitjana anual a l'estret McMurdo).
Menja poliquets, gastròpodes, isòpodes, amfípodes i algues.
És inofensiu per als humans, emprat per a l'alimentació humana i la seua esperança de vida és de 10 anys.